# Могами (крейсер)
«Могами» (яп. 最上, по названию реки в префектуре Ямагата) — японский крейсер, первый вступивший в строй представитель типа «Могами».
Заказан в числе четырёх крейсеров этого типа по Первой программе пополнения флота 1931 года. Его постройкой в 1931—1935 годах занимался Морской арсенал в Курэ. Ходовые испытания крейсера в марте 1935 года показали наличие проблем с прочностью корпуса, и перед вступлением в строй он прошёл экстренный ремонт.
Сразу после вступления в строй «Могами» вместе с «Микумой» был повреждён в ходе инцидента с Четвёртым флотом и до февраля 1938 года проходил модернизацию, направленную на повышение прочности корпуса. Вскоре после этого он вновь оказался на верфи для проведения запланированной замены орудийных башен, продлившейся с января 1939 по апрель 1940 года. В 1940—1941 годах крейсер вместе с однотипными кораблями активно участвовал в учениях, а также операции по захвату Французского Индокитая. В ходе битвы за Мидуэй получил серьёзные повреждения при столкновении с крейсером «Микума» и последующей бомбардировке американской палубной авиацией, но остался на плаву и добрался до японских баз. Потоплен в 1944 году в ходе сражения в Филиппинском море.

## Строительство
Заказы на строительство первой пары «8500-тонных» крейсеров стоимостью по 24 833 950 иен в рамках Первой программы пополнения флота были выданы осенью 1931 года. Первый из них (временное обозначение по программе — «крейсер № 1») был заложен на верфи Арсенала флота в Курэ 27 октября 1931 года. 1 августа 1932 года ему было присвоено название «Могами» — в честь реки в префектуре Ямагата. Ранее это имя носило посыльное судно, служившее в Японском императорском флоте с 1908 по 1928 годы. 

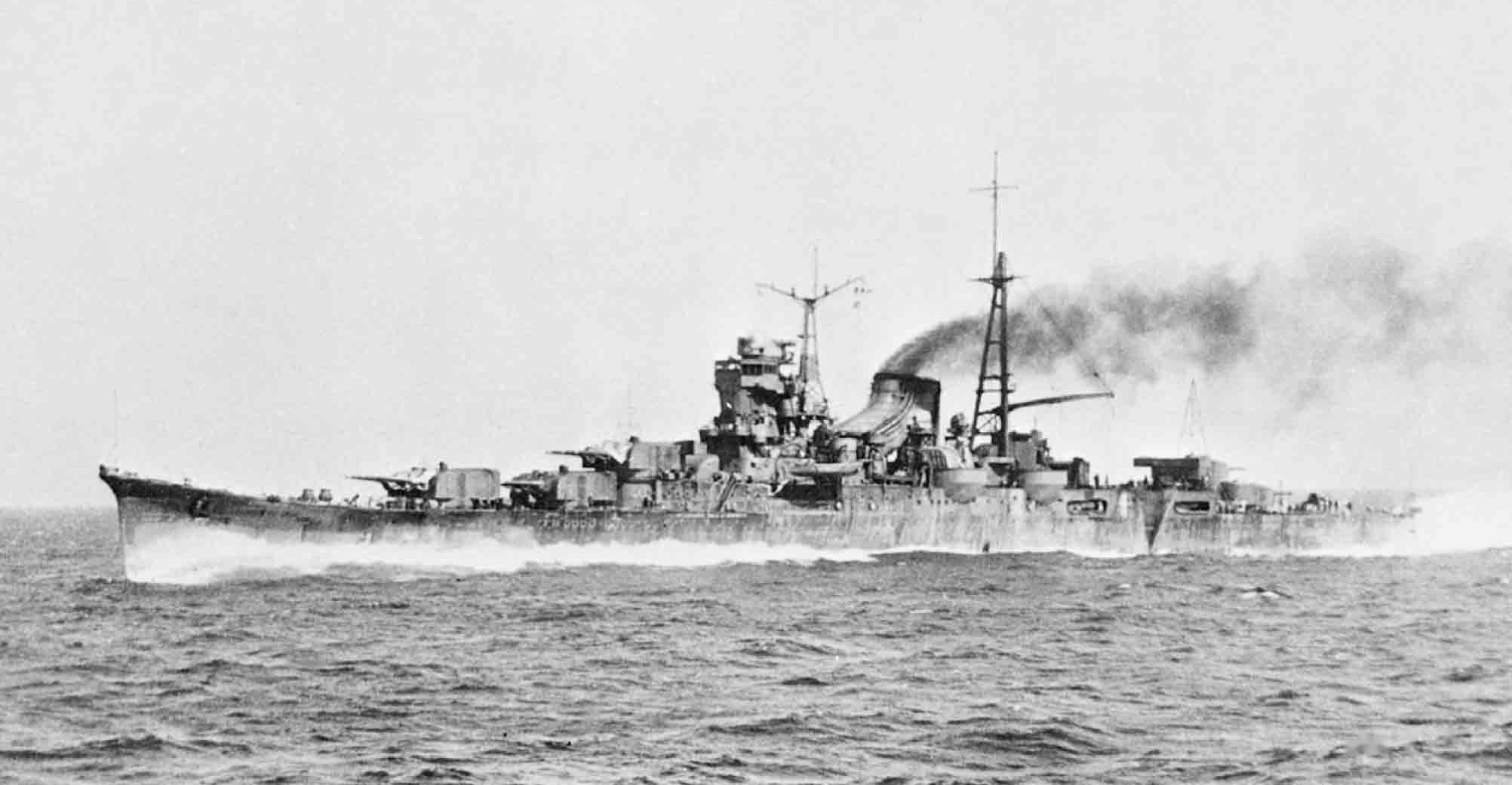
«Могами» на ходовых испытаниях у острова Угурудзима, 20 марта 1935 года.

На воду крейсер был спущен 14 марта 1934 года. В процессе дальнейшей достройки на плаву корабль прошёл так называемый «Первый этап работ по повышению эффективности», вызванный более ранним инцидентом с «Томодзуру». В ходе него на крейсер установили оборудование для приёма/сброса водяного балласта в двойное дно, а также значительно в сравнении с исходным проектом облегчили надстройки.
На испытания «Могами» вышел в марте 1935 года, не имея ещё на тот момент командно-дальномерных постов, катапульт, обеих кормовых 127-мм установок и зенитных автоматов. 20 марта на мерной миле у острова Угурудзима в проливе Бунго он достиг скорости в 35,96 узла при водоизмещении 12 669 тонн и мощности машин 154 266 л. с., а при форсировке машин до 160 912 л. с. и уменьшившемся до 12 464 тонн водоизмещении — 36,44 узла. Однако ходовые испытания в марте-апреле привели в конечном итоге к серьёзным повреждениям сварного корпуса. От сильной вибрации шпангоуты и стрингеры в кормовой оконечности деформировались, нарушив целостность обшивки на них, часть топливных цистерн дала течь. Более того, под ударами волн были вмяты листы обшивки в носу, и деформированным оказался весь корпус. Помимо этого, было затруднено вращение орудийных башен № 3 и 4, так как при перекашивании зенитной палубы были деформированы их погоны. После докования и экстренного ремонта в Курэ «Могами» был передан флоту 28 июля.

## История службы

### Довоенная
После вступления в строй 28 июля 1935 года «Могами» вместе с принадлежащим к тому же типу крейсером «Микума» был зачислен в состав 7-й дивизии и получил позывные JJMA. Оба крейсера были приданы Четвёртому флоту для участия в ежегодных летне-осенних маневрах. 26 сентября того же года в составе главных сил Четвёртого флота они прошли через тайфун, в центральной части которого волны достигали высоты 15-18 м, а скорость ветра — 30-40 м/с. После происшествия на «Могами» были обнаружены деформации корпуса, многочисленные разрывы сварных швов, особенно в носовой оконечности, также было затруднено вращение носовых орудийных башен. После возвращения в Курэ крейсер 15 ноября в ожидании необходимой модернизации был выведен в резерв второй категории.
1 апреля 1936 года «Могами» был переведён в резерв третьей категории в связи с началом реконструкции, направленной на устранение недостаточной прочности и продлившейся вплоть до 15 февраля 1938 года (Второй этап работ по повышению эффективности). В ходе неё соединявшиеся сваркой листы стали типа D на протяжении 80 % длины корпуса заменялись на клёпаные (толщина их на ряде участков была удвоена), а в оконечностях — на сварные из мягкой стали, был укорочен первый ярус надстройки (с зенитной палубой), чтобы через него не проходили барбеты орудийных башен № 3 и 4, были установлены були увеличенной ширины для компенсации возросшего водоизмещения. Также параллельно с этими работами были установлены недостающие кормовые 127-мм установки и 25-мм зенитные автоматы, уменьшена высота грот-мачты и переделана система рельсов для размещения гидросамолётов.
В отличие от трёх других крейсеров данного типа, «Могами» после завершения работ в феврале 1938 года не был вновь зачислен в состав 7-й дивизии, а так и стоял в Курэ, находясь в резерве второй категории. 15 декабря того же года он был переведён в резерв третьей категории в связи с планируемым началом новой модернизации. Она стала известна как Третий этап работ по повышению эффективности и была направлена прежде всего на замену главного калибра — 155-мм трёхорудийные установки демонтировали и на их барбеты установили 203,2-мм двухорудийные установки (т. н. «модели „Могами“»). Параллельно с этим также заменили катапульты арсенала Курэ тип № 2 модель 3 на более тяжёлые тип № 2 модель 5, парогазовые торпеды тип 90 на кислородные тип 93 (с увеличением боекомплекта до 24 штук), установили прибор управления торпедной стрельбой тип 92 на площадке фок-мачты. Модернизацию «Могами» проводил Арсенале флота в Курэ, работы велись с 31 января 1939 по 12 апреля 1940 года.
На завершающем этапе работ «Могами» с 15 декабря 1939 года числился в Курэ как корабль специальной службы (как и «Микума»). 1 мая 1940 года крейсер вернулся в состав 7-й дивизии (опознавательный знак внутри неё — одна большая и одна малая белые марки на дымовой трубе), которая с этого момента стала включать в себя все четыре представителя типа «Могами» (флагман — «Судзуя»). С 7 января 1941 года 7-я дивизия получила внутреннее деление на два отделения (первое — «Кумано» и «Судзуя», второе — «Микума» и «Могами»), флагманом стал «Кумано».
В связи с обострением франко-тайского конфликта 7-я дивизия 23 января 1941 года покинула Курэ и 29 января прибыла в Самах на острове Хайнань. 31 января на борту крейсера «Натори» при посредничестве японских дипломатов было подписано перемирие. 6 февраля 7-я дивизия вышла в море, посетила 10-го Бангкок и 13-го Сайгон. 18 февраля она зашла в Самах, 20-21 февраля простояла в Мако, 23-26 февраля — на Окинаве, 3-7 марта — в Такао, 11-28 марта — в заливе Саэки и 29 марта прибыла в Курэ. С 4 по 11 апреля «Могами» (вместе с «Кумано») прошёл там докование, в ходе которого была также установлена размагничивающая обмотка.
15 мая крейсер покинул Курэ и 17-го прибыл в залив Исэ, где объединился с тремя остальными кораблями 7-й дивизии, вместе 22 мая они перешли в залив Овасэ. 3-4 июня «Могами», «Кумано» и «Судзуя» вышли в море и направился в Бэппу, где простояли с 6 по 10-е, 12-19 июня провели в заливе Сукумо и 23-го объединились с «Микумой» в заливе Ариакэ. 27-30 июня 7-я дивизия перешла в Йокосуку, а оттуда 8-12 июля — в Курэ.
16 июля крейсера покинули Курэ для участия в захвате Французского Индокитая. 22 июля они прибыли в Самах и 25-30 июля сопровождали оттуда транспорты с войсками до Сайгона. 7-19 августа 7-я дивизия простояла в заливе Сукумо и 20 августа вернулась в Курэ. 8-13 сентября «Могами» (вместе с «Микумой») прошёл там очередное докование. 16 сентября 7-я дивизия вышла в учебный поход, посетив Мурадзуми (16 сентября — 14 октября), заливы Саэки (15-19 октября), Бэппу (20-23 октября и 10-11 ноября), Сукумо (23 октября — 1 ноября), Ариакэ (2-9 ноября) и 13 ноября прибыла на якорную стоянку у острова Хасира. 16 ноября крейсера зашли в Курэ для приёма топлива и боекомплекта. 20-26 ноября «Могами» вместе с «Микумой», «Судзуей» и «Тёкаем» совершили переход из Курэ в Самах, тремя днями спустя к ним присоединился «Кумано».

### Вторая Мировая война
4 декабря 1941 года 7-я дивизия вышла из порта Самах для прикрытия 1-го Малайского конвоя и районов высадки в Кота-Бару, Сингора и Паттани. В ночь на 9 декабря она вместе с 3-й эскадрой эскадренных миноносцев находилась к готовности к ночному бою с британским соединением «Z» (ранее обнаруженным подводной лодкой И-65), но не смогла его найти и утром соединилась с главными силами (линкоры «Конго» и «Харуна», тяжёлые крейсера «Атаго» и «Такао»). На следующий же день эта задача утратила актуальность, так как британские корабли были потоплены авиацией авианосной группы Японского императорского флота у Куантана.
10-11 декабря «Микума» и «Могами» (2-е отделение 7-й дивизии) провели в Пуло-Кондао, 14-19 декабря сопровождали 2-й Малайский конвой и 20 декабря прибыли в Камрань. 22 декабря они снова вышли в море и 23-27 декабря поддерживали высадку в Кучинге (операция Q), вернувшись на базу 27 декабря.
16 января 1942 года 7-я дивизия вместе с крейсерами «Тёкай», «Сэндай» и «Юра» вышла в море для перехвата британских кораблей, но приказ об этом был отменён 18 января, и на следующий день дивизия возвратилась обратно. 23 января она снова покинула Камрань, «Могами» и «Микума» при этом прикрывали высадку в Эндау и вернулись 30 января. После короткой стоянки все 4 крейсера 7-й дивизии и «Тёкай» вышли в море 10 февраля и через три дня обеспечивали прикрытие операции «L» (захват Палембанга и острова Банка). 16 февраля 7-я дивизия была передана в состав Главных сил с целью обеспечения захвата западной Явы и на следующий день прибыла на остров Анамбас для приёма топлива и припасов.

#### Бой в бухте Бантам
24 февраля все 4 крейсера вышли в море, 27-го «Микума» и «Могами» вместе с сопровождавшим их эсминцем «Сикинами» отделились и направились для прикрытия высадки в бухте Бантам западнее Батавии. На подходе к ней в 00:10 28 февраля было получено сообщение с эсминца «Фубуки» об обнаружении западнее мыса Баби двух вражеских кораблей, и на крейсерах начали готовиться к бою, позже ставшему известному как бой в бухте Бантам (бой в Зондском проливе в англоязычной историографии). В 00:30 был получен приказ командующего 5-й ЭЭМ контр-адмирала Хара соединиться им с 5-м дивизионом эсминцев («Харукадзэ», «Хатакадзэ», «Асакадзэ»), и в соответствии с ним «Могами», «Микума» и «Сикинами» продолжали идти южным курсом, сближаясь и с зоной высадки, и с противником.
В 01:06 с крейсеров визуально обнаружили противника, и в 01:13 легли на курс 110°, постепенно сокращая с ним расстояние, в то время как эсминцы провели бой и начинали отход. В 01:19 «Могами» и «Микума» с удаления 9000 м выпустили по шесть торпед тип 93 из аппаратов правого борта по первой из замеченных целей, австралийскому крейсеру «Перт», и изменили курс на обратный, так как подошли слишком близко к острову Баби. В 01:22 корабли подсветили прожекторами вторую цель, американский крейсер «Хьюстон», и открыли по ней шквальный огонь, быстро добившись взрывов и пожаров в результате попаданий. В 01:25 «Микума» из-за проблем с главным распределительным щитом прекратил стрельбу орудиями ГК и погасил прожектора, и до его возвращения в строй через 5 минут, в 01:30, огонь вёл только «Могами». В 01:27 «Могами» произвёл по «Хьюстону» новый залп из шести торпед из аппаратов левого борта, прошедший мимо цели, но предположительно поразивший пять своих кораблей — транспорты ЯИА «Сакура-мару», «Хорай-мару», «Тацуно-мару», транспорт/десантный корабль «Синсю-мару» (позже поднят и отремонтирован) и тральщик № 2. К 01:35 «Микума» и «Могами» завершили резкий разворот влево, и перенесли огонь на «Перт», уже с дальности 5000 м, и в 01:42 подтвердили, что он затонул от попаданий. Продолжая идти юго-восточным курсом, крейсера в 01:46 повторно обнаружили «Хьюстон» и в 01:50 возобновили по нему стрельбу, подсветив прожекторами. К 01:53 они, описав петлю, легли на обратный курс. Поскольку «Хьюстон» из-за повреждений уже не отвечал, огонь по нему был прекращён в 01:56, к нему направился «Сикинами», который добил его торпедой, и в 02:06 он затонул.
Из 2-го отделения 7-й дивизии только приданный к ней «Сикинами» получил повреждение винта из-за близкого разрыва. 4 марта 7-я дивизия покинула район Явы и на следующий день прибыла в Сингапур.
С 9 по 12 марта крейсера 7-й дивизии и «Тёкай» прикрывали районы высадки в Сабанге и Ири на северной Суматре, 15 марта вернувшись в порт для дозаправки и пополнения запасов. С 20 марта они принимали участие в захвате Андаманских островов и после выполнения задачи стали на якорь в бирманском порту Мергуи 26 марта. 1 апреля в рамках операции «Си» все пять крейсеров вышли в море, направляясь в составе соединения вице-адмирала Одзава в Бенгальский залив. В 20:30 5 апреля корабли Одзавы разделись на три независимые группы, из которых «Могами», «Микума» и эсминец «Амагири» вошли в южную. Во второй половине следующего дня ими были потоплены четыре судна союзников — британские «Дарданус» и «Гандара» и норвежские «Дагфред» и «Хермод». «Могами» при этом израсходовал 137 203-мм и 47 127-мм снарядов. 11 апреля 7-я дивизия зашла в Сингапур, 13-го в Камрань и 22-го прибыла в Курэ, где крейсера встали на плановый ремонт в Арсенале флота. С 4 по 12 мая «Могами» и «Микума» прошли там докование.

#### Мидуэй
22 мая 1942 года 7-я дивизия (флаг контр-адмирала Куриты на «Кумано») под прикрытием 8-го дивизиона эсминцев («Асасио» и «Арасио») покинула Хасирадзиму и прибыла 26 мая на Гуам. 28 мая она вышла в море для участия в операции «МИ», изначально прикрывая соединение гидроавианосцев контр-адмирала Фудзиты («Титосэ» и «Камикава-мару»). 30 мая 7-я дивизия и 8-й дивизион встретились с транспортной группой контр-адмирала Танака (12 транспортов с 5000 солдат на борту) и танкерами «Акэбоно-мару» и «Нитиэй-мару», с этого момента сопровождая уже их. Днем 4 июня Курита получил приказ Нагумо об обстреле Мидуэя, который должен был сделать то, чего не смогло добиться Первое мобильное соединение в проигрываемом японцами сражении авианосцев — уничтожить американские самолёты и береговые укрепления на атолле, которые могли бы помешать высадке. Поскольку до точки назначения надо было пройти ещё 410 морских миль, преодолевать их было необходимо на максимальной скорости в 35 узлов. Эсминцы «Асасио» и «Арасио» не могли поддерживать её в бурном море, и постепенно начали отставать.
Поскольку к ночи стало ясно, что крейсера никак не смогут достичь Мидуэя, не попав под удар американской авиации, в 00:20 5 июня Ямамото отменил приказ Нагумо об обстреле. Однако его сообщение по ошибке первоначально было отправлено не 7-й, а 8-й дивизии («Тонэ» и «Тикума»). До Куриты оно дошло более чем через два часа, в 02:30, когда до Мидуэя оставалось менее 50 морских миль, и только с того момента 7-я дивизия взяла курс на северо-запад, направляясь на встречу с главными силами. Параллельно с этим в 02:15 японские корабли были замечены шедшей в надводном положении американской подводной лодкой «Тэмбор» (командир — капитан 3-го ранга Джон Мёрфи) как четыре крупные неопознанные цели, однако субмарина вскоре потеряла контакт с ними в темноте. В 02:38 контакт был возобновлён, и почти сразу же и сама лодка была замечена с флагманского «Кумано». Из-за угрозы торпедной атаки четыре крейсера 7-й дивизии получили приказ выполнить поворот «все вдруг» на 45°, но из-за ошибок в его передаче и темноты только на шедшем первым «Кумано» и четвёртым «Могами» его исполнили верно. Шедшие же вторым «Судзуя» и третьим «Микума» начали делать поворот «все вдруг» на 90°. И если «Судзуя» просто прошёл в опасной близости за кормой «Кумано», то «Микума» к исходу пятой минуты протаранил «Могами». Хотя на последнем заметили сближение и за секунды до столкновения начали отворачивать влево, даже скользящий удар идущего 28-узловым ходом крейсера (пришедшийся на район носовой надстройки и далее к носу) нанёс серьёзные повреждения. На «Могами» была смята и загнута почти на 90° носовая оконечность вплоть до первой башни главного калибра. Повреждения «Микумы» оказались гораздо более лёгкими — были помяты броневые плиты в районе места удара, из топливной цистерны за котельным отделением № 4 началась утечка мазута (через участок повреждённой обшивки длиной 20 и шириной 6 метров), царапины также остались на борту между 127-мм установкой № 2 и грот-мачтой. В связи с произошедшим Курита приказал крейсерам «Кумано» и «Судзуя» срочно уходить из района, повреждённый «Могами» (даже после отделения повреждённой оконечности и герметизации отсеков он выдавал максимум 12 узлов и имел маневренность гружённой баржи) должны были прикрывать также пострадавший «Микума» и находившиеся на тот момент западнее эсминцы «Асасио» и «Арасио» — им было приказано срочно идти на восток к месту встречи.
Руководивший борьбой за живучесть на «Могами» капитан 3-го ранга Саруватари помимо исправления повреждений приказал также избавиться от всех потенциально пожароопасных материалов на борту. В их число вошли и 24 кислородные торпеды тип 93, поскольку Саруватари считал их заведомо опасными при ожидающемся налёте — одно удачное попадание в центральную часть корпуса могло привести к взрыву двенадцати тонн взрывчатки, двух тонн керосина и двадцати четырёх тысяч литров жидкого кислорода. На «Микуме» же занимавшейся борьбой за живучесть офицер посчитал нужным сохранить торпеды, считая, что крейсер получил не настолько серьёзные повреждения. Последствия этих решений не замедлили сказаться в ближайшие двое суток.
С «Тэмбора» ещё несколько раз устанавливали контакт, пытаясь разобраться в ситуации, и после последней потери контакта в 04:37 Мёрфи отправил в штаб сообщение, что обнаружил на удалении 115 миль от Мидуэя два повреждённых японских крейсера. Вскоре после этого, в 06:30, эту информацию подтвердили две летающие лодки PBY из 44-й патрульной эскадрильи — с них заметили два боевых корабля (опознаны как «линкоры») в 125 милях от Мидуэя, отметив, что они идут на запад 15-узловым ходом, оба повреждены, один оставляет за собой след мазута. Соответственно, в 07:00 с Мидуэя для атаки японских кораблей поднялась 241-я разведывательно-бомбардировочная эскадрилья КМП под командованием капитана Маршала Тайлера, включавшая на тот момент 12 пикировщиков: 6 SBD-2 «Донтлесс» и 6 старых SB2U-3 «Виндикейтор». Около 08:00 «Донтлессы» атаковали с крутого пикирования «Могами», а «Виндикейторы» затем около 08:05 — с пологого пикирования «Микуму», но добились только близких разрывов. При этом зенитным огнём был сбит самолёт командира звена «Виндикейторов» капитана Ричарда Флеминга. Около 08:34 к японским кораблям вышла восьмёрка армейских дальних бомбардировщиков B-17 под командованием полковника Брука Аллена. Они сбросили 39 500-фунтовых бомб с высоты более 6000 м, целясь в основном по «Могами» и никуда не попав.
В 06:45 6 июня японские корабли были обнаружены одним из 18 разведывательных «Донтлессов» 16-го оперативного соединения адмирала Спрюэнса, поднявшихся в 05:00 с авианосца «Энтерпрайз». С него сообщили об «линкоре, крейсере и трёх эсминцах» на удалении 125 морских миль, но из-за неправильной расшифровки сообщения в штабе его поняли как об «авианосце и пяти эсминцах». Несмотря на то, что один из «Донтлессов» совершил посадку на авианосец в 07:30 и его экипаж доложил правильную информацию о противнике (два крейсера и два эсминца), это привело только к большей путанице — Спрюэнс посчитал, что имеет дело с двумя корабельными соединениями японцев. В результате в 07:45 крейсера «Миннеаполис» и «Нью Орлеанс» начали поднимать гидросамолёты для доразведки целей, а авианосец «Хорнет» незадолго до 08:00 начал поднимать ударную группу из 25 «Донтлессов» (11 из 8-й бомбардировочной, 12 из 8-й разведывательной и по одному из 5-й и 6-й разведывательных эскадрилий. Восемь машин несли 500-фунтовые бомбы, остальные — 1000-фунтовые) с прикрытием из 8 «Уайлдкетов». Около 9:30 к японским кораблям вышли два гидросамолёта с «Нью Орлеанс», по которым был немедленно открыт зенитный огонь с «Микумы». Сразу после этого, в 09:45-09:50, их атаковала группа с «Хорнета», добившаяся двух попаданий бомб в «Могами». Первая бомба поразила орудийную башню № 5, весь находившийся в ней расчёт погиб. Вторая пробила авиационную палубу и разорвалась в торпедном отсеке под ней, вызвав там пожар. Но поскольку заряженных торпед благодаря приказу Саруватари там не было, взрыва боекомплекта не произошло, а огонь удалось потушить в течение часа. Зенитным огнём крейсеров в ходе налёта были сбиты два «Донтлесса» из 6-й и 8-й разведывательных эскадрилий, их экипажи (командиры — лейтенанты Кларенс Ваммен и Дон Грисволд) погибли.

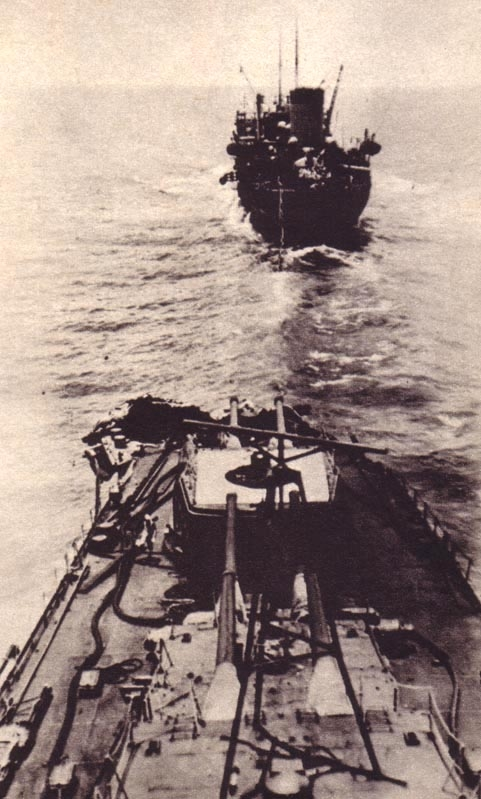
Вид на оторванную носовую оконечность «Могами» с мостика крейсера во время дозаправки с танкера «Нитиэй-мару» 6 июня 1942 года.

На тот момент ситуация для японцев ещё не была тяжёлой (повреждения «Могами» описывались как лёгкие), и около 11:00 курс был изменён на юго-западный — чтобы в итоге оказаться под прикрытием береговой авиации с Уэйка, до которого было 710 миль. Однако к тому моменту к кораблям уже следовала вторая ударная группа из 31 «Донтлесса» с «Энтерпрайза» и «Хорнета» (из 3-й и 6-й бомбардировочных и 5-й и 6-й разведывательных эскадрилий) и 12 «Уайлдкетов», под общим руководством капитан-лейтенанта Уоллиса Шорта с «Йорктауна». Они обнаружили японские корабли в 12:11 и пошли в атаку, выбрав первой целью «Могами», который был поражён ещё двумя бомбами: одна снова разорвалась на авиационной палубе, другая перед носовой надстройкой. «Микума» повторял циркуляцию «Могами» и стал в связи с этим следующей целью пикировщиков. Он был поражён пятью бомбами, потерял ход и на нём бушевали пожары. В 13:58 пламя на нём достигло снаряжённых торпед, взрыв которых разрушил центральную часть крейсера. Был отдан приказ оставить корабль.
«Могами» и «Арасио» подошли к «Микуме», чтобы снять экипаж, но не могли пришвартоваться непосредственно к борту крейсера из-за продолжающихся пожаров, и людям с него приходилось добираться до них на деревянных плотах или вплавь. «Асасио» же начал описывать круги вокруг трёх кораблей. Около 15:00 последовал третий налёт — к японским кораблям вышли 23 «Донтлесса» с «Хорнета» с подвешенными 1000-фунтовыми бомбами, и «Могами» и «Арасио», находящиеся в дрейфе около горящего крейсера, сразу стали лёгкими целями. На «Арасио» бомба разорвалась в районе 127-мм установки № 3, где собирались поднятые из воды выжившие, в результате чего было убито 37 человек. На «Могами» же пятая по счёту бомба снова поразила лётную палубу, вызвав сильнейший пожар в районе лазарета. Все корабельные медики и санитары были убиты или ранены, находившиеся в лазарете и не сумевшие вовремя его покинуть раненые стали жертвами огня. Более того, это было уже третьим попаданием в один и тот же участок корабля, и многие аварийные люки от взрывов деформировались, отрезав членам экипажа пути к отступлению. Наконец, в связи с распространением огня капитан 3-го ранга Саруватари принял тяжёлое решение, приказав заблокировать отсек, задраив все неповреждённые люки. После того, как пожар удалось взять под контроль и потушить, были найдены тела нескольких человек у люков, включая и одного старшего лейтенанта, сделавшего себе сэппуку, не дожидаясь смерти в пламени. Саруватари дрожал от великой скорби за погибших товарищей, однако его приказ спас корабль от гибели. Из-за угрозы нового налёта в 15:25 «Могами» и эсминцы оставили «Микуму», имея на борту всего 240 выживших с него. Несмотря на повреждения носовой части, «Могами» смог развить скорость в 20 узлов. В тот же день корабли дозаправились с танкера «Нитиэй-мару», а 8 июня объединились с «Судзуей» и «Кумано». 14 июня они прибыли на Трук, и «Могами» был пришвартован к плавмастерской «Акаси» для экстренного ремонта, продлившегося месяц. В ходе осмотра корпуса позже на верфи обнаружили больше 800 пробоин различных размеров, превративших борта на ряде участков в подобие пчелиных сот. Всего при Мидуэе на «Могами» погибло 90 человек (9 офицеров и 81 из числа старшин и матросов) и 101 был ранен.

«Могами» после конверсии в авианесущий крейсер, август 1943 года
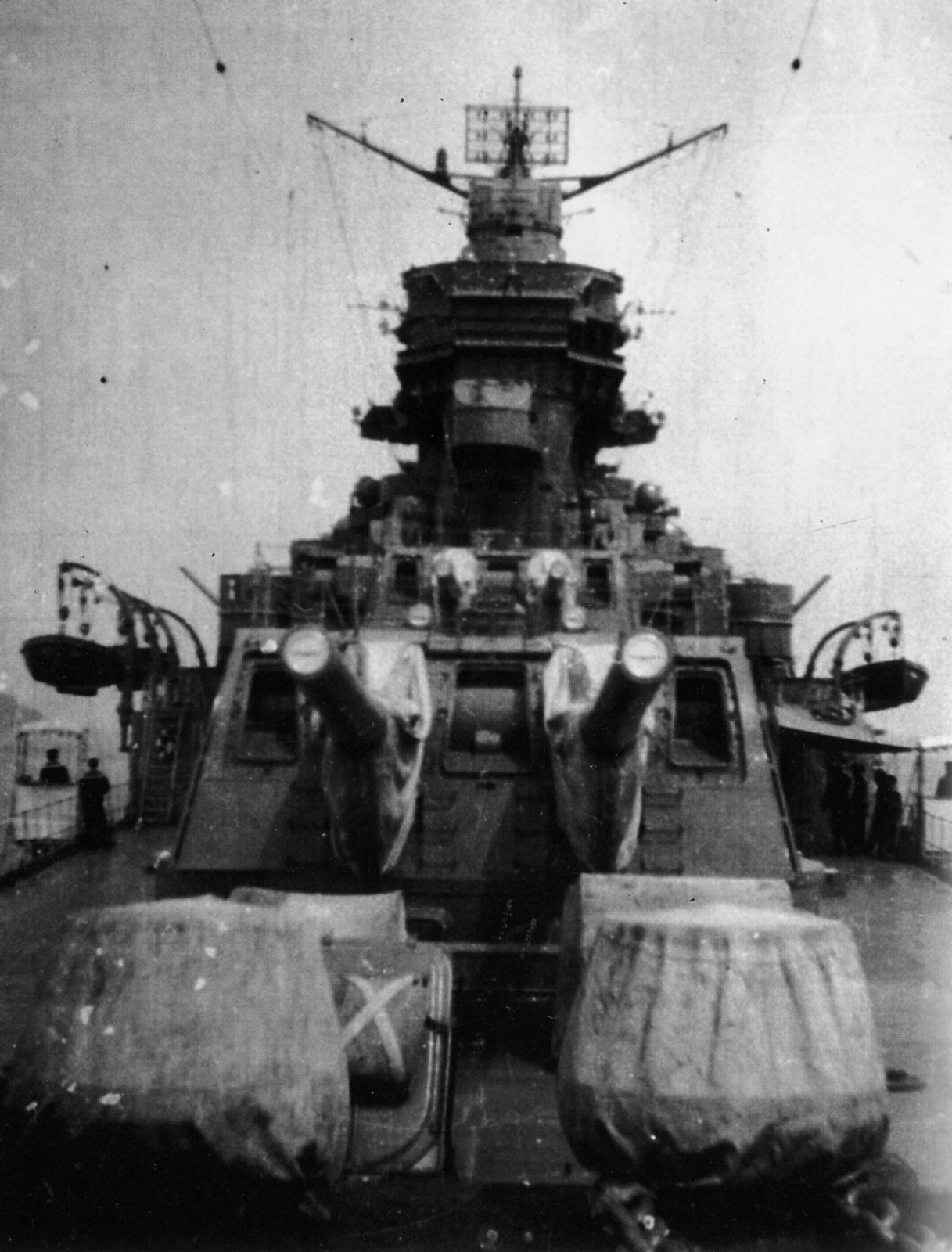
Вид на носовые орудийные башни и надстройку, установлена РЛС № 21
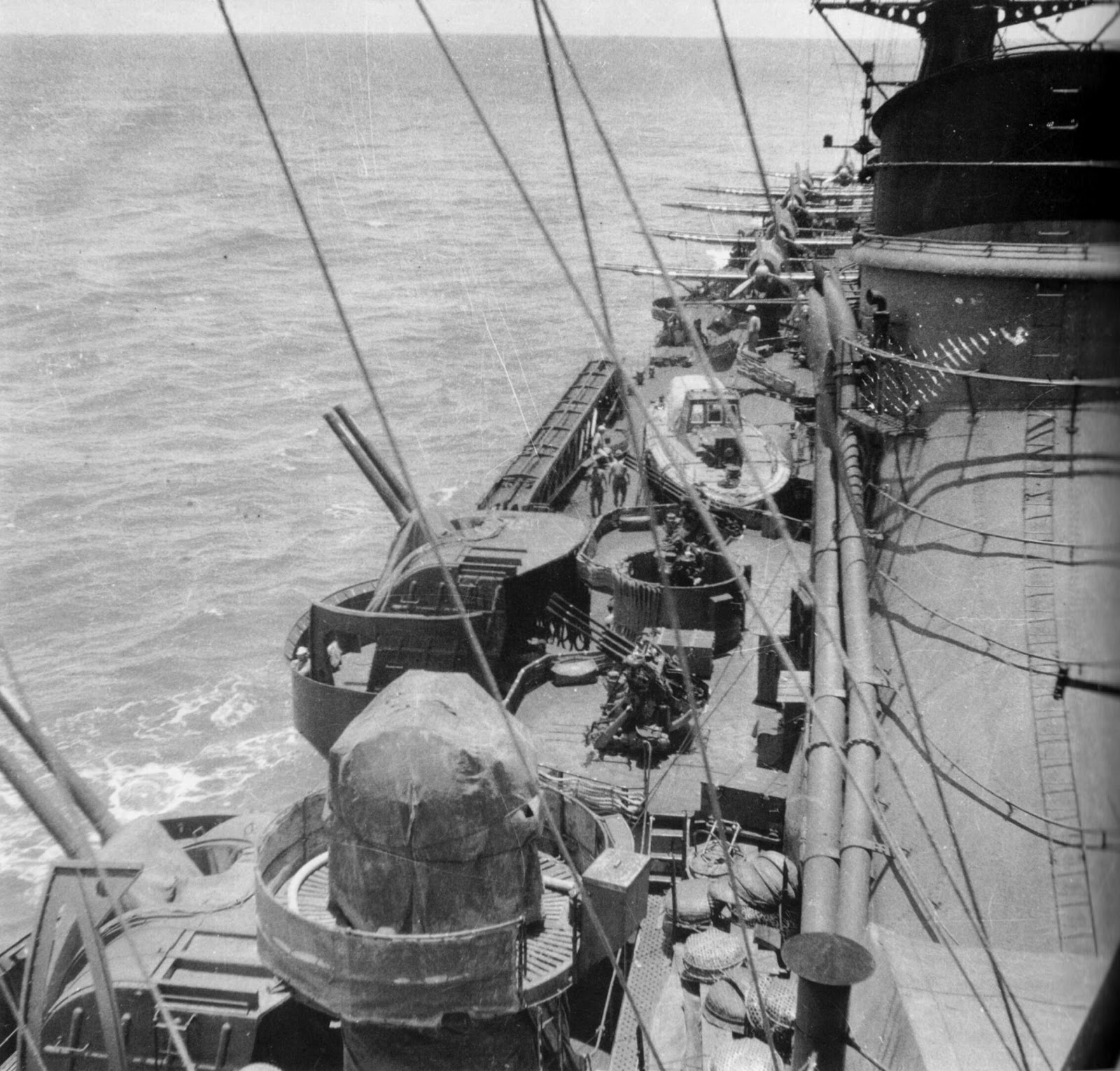
Вид на правый борт, видны 127-мм установки, строенные 25-мм автоматы и катапульты
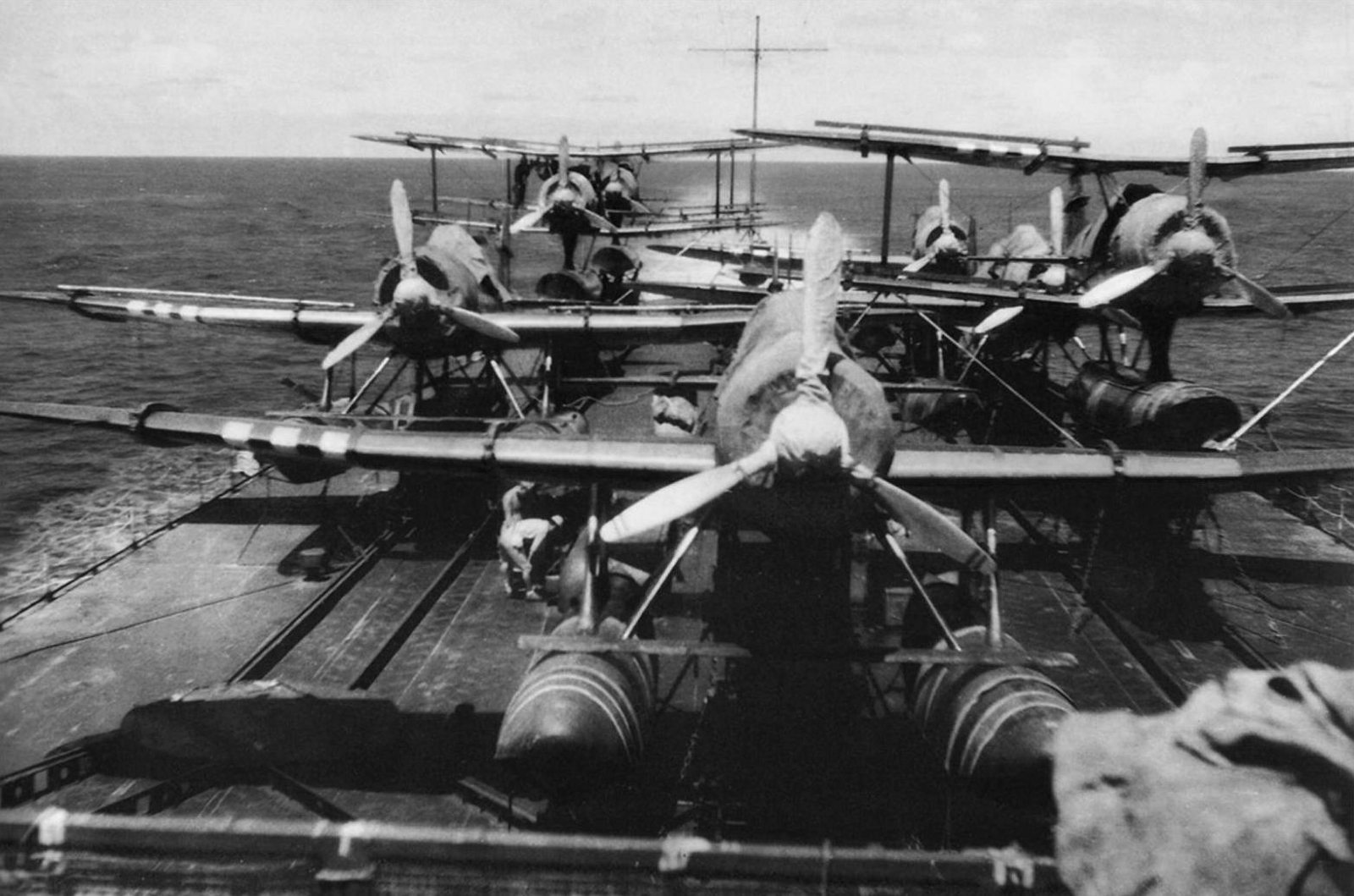
Вид на авиационную палубу, занятую 7 двухместными (F1M2) и трёхместными (E13A1) гидросамолётами тип 0

С 5 по 11 августа крейсер перешёл из Трука в Сасэбо. 25 августа «Могами» был приписан в качестве корабля специального назначения к ВМБ Курэ, а 1 сентября введён в сухой док Арсенала флота в Сасэбо для ремонта и модернизации, занявших в итоге 8 месяцев. Главной их составляющей стала конверсия в авианесущий крейсер, так как одним из сделанных по итогам Мидуэя выводов стало признание недостаточного количества разведывательных гидросамолётов на сопровождающих авианосцы крейсерах. На «Могами» были удалены задние орудийные башни (№ 4 и разрушенная № 5), в их погребах разместились цистерны авиабензина и хранилища авиационных боеприпасов. Авиационная палуба с системой рельсов была продлена почти до самой кормовой оконечности, на ней могло храниться до 11 гидросамолётов. Помимо этого, имеющаяся МЗА была заменена на десять строенных 25-мм автоматов (всего 30 стволов), количество визирных колонок тип 95 увеличили с 2 до 4 (в том числе за счёт резервного ВЦН тип 94), установили командный пост ПВО (на компасном мостике) и РЛС обнаружения воздушных целей № 21 (на вершине фок-мачты), значительную часть иллюминаторов заварили. Стандартное водоизмещение крейсера достигло 12 206 тонн, а нормальное с 2/3 запасов 14 142 тонн. «Могами» вернулся в строй 30 апреля 1943 года и был придан напрямую Первому флоту.
20 мая 1943 года «Могами» вместе с 7-й дивизией («Судзуя» и «Кумано») покинули Токуяму и направились в Токийский залив, куда прибыли 21-го. Там в течение 9 дней они занимались боевой подготовкой перед планируемым походом к Алеутским островам, однако тот затем был отменён. 24 мая «Могами» был легко повреждён при столкновении с танкером «Тоа-мару» (последствия в виде несколько помятых листов обшивки быстро исправили) и 31 мая—2 июня, на день позже 7-й дивизии, перешёл в Хасирадзиму. 8 июня шлюпки с него участвовали в спасательной операции после взрыва погребов на линкоре «Муцу», но выживших им обнаружить не удалось. 10 июня крейсер был передан в состав 7-й дивизии Третьего (авианосного) флота. Больше месяца «Могами» занимался боевой подготовкой во Внутреннем море, пока 8 июля на него не началась погрузка войск и грузов, направленных до Удзины. 10 июля крейсер в составе авианосного соединения вышел в море и 15-го прибыл на Трук. Оттуда он с 19 по 21 июля перешёл в Рабаул вместе с гидроавианосцем «Ниссин», крейсерами «Тонэ», «Тикума», «Оёдо», «Агано» и 5 эсминцами. Выгрузив войска, «Могами» с 24 по 26 июля вернулся на Трук, где затем простоял два месяца.
18 сентября «Могами» вместе с другими кораблями Объединённого флота вышел в море для противодействия рейду американского авианосного соединения, 20-23 сентября простоял у атолла Эниветок и 25-го вернулся на Трук. 17 октября в составе авианосного соединения адмирала Кога крейсер снова выходил к атоллу Эниветок в направлении ожидавшегося по данным радиоперехвата американского рейда. Корабли достигнули точки назначения 20 октября, но никого не обнаружили и 26 октября вернулись на базу. 3 ноября «Могами» вместе с «Кумано» и «Судзуя» вышли в море для удара по месту высадки американских сил в заливе Императрицы Августы на Бугенвиле. Утром 5 ноября крейсера прибыли в Рабаул и вскоре после этого попали под удар американской авиации. «Могами» в ходе налёта был поражён 500-фунтовой бомбой с «Донтлесса» 12-й бомбардировочной эскадрильи из состава авиагруппы авианосца «Саратога». Бомба пробила верхнюю палубу с правого борта между первой и второй башнями ГК и разорвалась на средней палубе. Она нанесла серьёзные повреждения обеим палубам и обшивке обоих бортов, а начавшийся сильный пожар и угроза взрыва боекомплекта вынудили экстренно затопить носовые погреба. Носовая часть крейсера после этого зарылась в воду по среднюю палубу. «Могами» в сопровождении «Судзуи» совершил переход до Трука 6—8 ноября. После экстренного ремонта силами плавмастерской «Акаси» крейсер вышел в море 16 декабря и через пять дней прибыл в Курэ. На следующий день, 22 декабря, начался его ремонт в Арсенале флота, занявший 2 месяца. В ходе него помимо исправления повреждений «Могами» прошёл и Вторую военную модернизацию — дополнительно были установлены 8 одиночных 25-мм автоматов (всего 38 стволов). 1 января 1944 года он был выведен из состава 7-й дивизии и переподчинён напрямую Третьему флоту, ремонт же был завершён к 17 февраля.

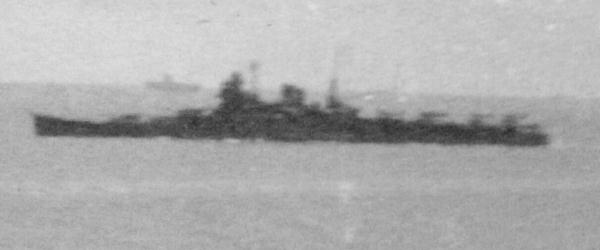
«Могами» в авианосном соединении Одзавы перед началом операции «А-Го», 15 июня 1944 г.

8 марта 1944 года «Могами» с армейскими грузами на борту вышел в море вместе с «Дзуйкаку», «Конго», «Харуной» и 3 эсминцами, прибыл в Сингапур 15 марта и после разгрузки на следующий день перешёл на якорную стоянку у острова Линга. Там он в течение 2 месяцев занимался боевой подготовкой. 11—14 мая «Могами» с 7-й дивизией перешли в Тави-Тави. Там они провели месяц, готовясь к операции «А-Го» (с перерывом на поход к острову Таракан для дозаправки 15—17 мая). С началом операции «А-Го» 13 июня крейсера вышли в море в составе Мобильного флота вице-адмирала Одзава и 19—20 июня участвовали в сражении в Филиппинском море, не получив в ходе него никаких повреждений. 22 июня корабли зашли на Окинаву и 25-го прибыли в Курэ. По прибытии «Могами» прошёл в Арсенале флота Третью военную модернизацию, завершившуюся 8 июля. В ходе неё были добавлены ещё 4 строенных и 10 одиночных 25-мм автоматов (общее число стволов — 60), установлены РЛС обнаружения надводных целей № 22 на фок-мачте и РЛС обнаружения воздушных целей № 13 на грот-мачте, два комплекта инфракрасных приборов наблюдения и связи тип 2 на мостике, жилые помещения максимально очищены от огнеопасных предметов, дополнительно улучшена водонепроницаемость переборок ниже ватерлинии.
8 июля «Могами» вместе с 1-й дивизией линкоров, 4-й и 7-й дивизиями крейсеров и 2-й эскадрой эсминцев покинул Курэ, имея на борту войска и грузы. 10 июля он зашёл на Окинаву, 14—17 июля провёл в Маниле, а 19-го прибыл в Сингапур — конечную цель похода. 20 июля крейсер перешёл на базу в Линге, где провёл порядка трёх месяцев. В ходе стоянки РЛС № 22 4-й модификации «Могами» была модернизирована с установкой супергетеродинного приёмника, позволяла после этого управлять артиллерийским огнём.

#### Сражение в заливе Лейте
18 октября 1944 года «Могами» покинул Лингу в составе Третьего отделения Первого набегового соединения, включавшего также линкоры «Ямасиро» (флаг командующего 2-й дивизией и всем Третьим отделением вице-адмирала Нисимуры) и «Фусо», эсминцы «Митисио» (флаг командующего 4-м дивизионом капитана 1-го ранга Такахаси), «Асагумо», «Ямагумо» и «Сигурэ». 20 октября они прибыли в Бруней.
22 октября в 15:00 соединение Нисимуры покинуло Бруней в рамках реализации операции «Сё-Го». По плану, Третье отделение должно было войти в залив Лейте в 01:00 25 октября и атаковать зону высадки американцев у Таклобана на острове Лейте в 04:30, на полтора часа раньше основных сил Куриты. Перспективы похода в один конец также подчёркивались планами выбросить корабли на отмели Таклобана в случае успеха прорыва, превратив их в неподвижные огневые точки против уже высадившегося десанта. Нёсший шесть гидросамолётов «Могами» должен был сыграть важную роль в успехе этого плана. Тем не менее, по словам пережившего бой сигнальщика Киити Хасэгавы, настроения на крейсере были мрачными, никому не нравилась идея сопровождать старые линкоры и все бы с радостью одобрили присоединение к силам Куриты.
Почти на половине пути в море Сулу, в 23:30 23 октября Нисимура по неустановленной причине (возможно, чтобы избежать встречи с американскими подводными лодками или для более оптимальной разведки гидросамолётами) повернул на 100°, а после полуночи и на 130°, сменив курс с северо-восточного на юго-восточный. В 02:00 24 октября с «Могами» поднялся первый гидросамолёт E13A1 под командованием лейтенанта специальной службы Гидзо Касуя для поиска целей в заливе Лейте. Около 06:50 он отправил сообщение об обнаружении южнее зоны высадки 4 линкоров и 2 крейсеров противника, затем — 80 транспортов в зоне высадки, 4 эсминцев и нескольких торпедных катеров в проливе Суригао, а также 15 авианосцев, 4 эсминцев и 14 торпедных катеров у острова Панаон. Самолёт Касуи был атакован истребителя, но он смог от них уйти, и после дозаправки на Себу вернулся на «Могами».
В 07:00 24 октября «Могами» поднял два гидросамолёта для разведки Сан-Хосе. В 08:55 радиолокатором «Ямасиро» была замечена группа из 27 самолётов с американского 38-го оперативного соединения (из авиагрупп авианосцев «Энтерпрайз» и «Франклин»), которая в 09:45 атаковала соединение Нисимуры. «Могами» при этом налёте получил лёгкие повреждение корпуса от близких разрывов трёх бомб и авиационной палубы от пулемётного огня, из его экипажа 2 человека было убито и 6 ранено. Параллельно с ним в 09:50 было поднято ещё два гидросамолёта для разведки Сан-Хосе. В 15:00 поднялся последний из гидросамолётов «Могами», № 4, пилотируемый Масаси Судзуки. Самолёт этот не вышел на связь, как оказалось уже на следующий день, он был сбит американскими истребителями и упал у Валенсии на острове Бохоль.
25 октября участвовал в сражении в проливе Суригао, получив до пяти попаданий снарядов с американских тяжёлых крейсеров, вызвавших серьёзные повреждения. Были убиты командир и старший офицер. При отходе «Могами» столкнулся с тяжёлым крейсером «Нати» и получил новые повреждения. Продолжающийся пожар привёл к детонации снарядов и торпед. В дальнейшем крейсер был обстрелян американскими крейсерами и получил 10—20 попаданий, ответного огня практически не вёл. Тем не менее корабль оставался на плаву, пожары были потушены, но машины полностью вышли из строя.
Около 4:02 два 203-мм снаряда с «Портленда» разорвались на мостике «Могами», третий же прошил находившийся выше КП ПВО насквозь, не взорвавшись. Последствия этих попаданий были катастрофическими. Большинство находившихся в этих помещениях было убито на месте или смертельно ранено, включая командира крейсера Тома, старшего помощника Уроку Хасимото, командира штурманской БЧ Нобуюки Накано и его помощника Такэо Окубо, командира минно-торпедной БЧ Коудзи Уэхара, командира радиотехнической БЧ, командира дивизиона живучести и всех остальных оказавшихся там офицеров. Четверо связистов ярусом ниже пережили попадания, и старший из них по званию, главный старшина Сюити Ямамото, оправившись от шока, поднялся на разрушенный мостик. Он обнаружил, что механизм рулевого управления повреждён и крейсер описывает циркуляцию под огнём противника. Понимая экстренность ситуации, Ямамото не стал дожидаться, когда найдут старшего по званию офицера, а передал в боевую рубку двумя ярусами ниже, чтобы переходили на ручное управление и держались курса на юго-восток, на который «Могами» успел лечь перед попаданиями и который уводил его от горящего «Ямасиро» и огня американских кораблей. Сразу после этого несколько снарядов разорвалось над машинным отделением № 1, повредив находившийся там передний правый турбозубчатый агрегат (ТЗА). Вырвавшийся под давлением пар убил всех членов экипажа, которые не успели покинуть машинное отделение № 1, более того, возникший пожар быстро подошёл к котельному отделению № 9, и его тоже пришлось оставить из-за жара и дыма. Почти одновременно в 4:03 новые попадания вывели из строя машинное отделение № 4: из-за обрушения палубы и задымления его покинули, остановив задний левый ТЗА. В результате «Могами» сохранил в строю лишь машинное отделение № 2, потеря и его означала бы неизбежную гибель корабля в бою. Ямамото к тому времени узнал, что старшим по званию из оставшихся офицеров является командир артиллерийской БЧ капитан 3-го ранга Гиитиро Араи, но продолжал командовать, так как тот ещё не мог покинуть ЦАП и подняться в надстройку.
Около 8:30 уходившие японские корабли были атакованы самолётами с эскортных авианосцев «Сэнгамон» и «Санти» (из состава Таффи-1), выбравших своими целями «Нати» и «Асигару». В 9:00 из-за быстрого падения давления выпуска в конденсационном насосе был остановлен передний левый ТЗА «Могами», и с этого момента крейсер уже не управлялся, а потом и потерял ход. Параллельно с этим подошла вторая волна самолётов в виде 75-й смешанной эскадрильи (VC-75), поднявшейся в 06:50 с эскортного авианосца «Оммани Бей» (из состава Таффи-2) и включавшей десять «Эвенджеров» (каждый нёс две 500-фунтовые бомбы) с прикрытием из пяти FM-2 «Уайлдкэт». В 9:02 шесть «Эвенджеров» на скорости 325 узлов с пологого пикирования (45°) атаковали «Могами». Американские лётчики заявили пять попаданий (два перед носовой надстройкой, два в центральную часть, одно в корму), достоверно подтверждёнными из них после опроса личного состава эскадрильи посчитали два. Фактически же «Могами» был поражён тремя бомбами: первая попала по правому борту от первой башни главного калибра, пробив палубы и вызвав сильный пожар перед её барбетом; вторая пробила лётная палубу рядом с 25-мм автоматом № 13, внешнюю обшивку и отделила правый внутренний винт, третья же разрушила помещение дымогенератора в корме. В первую очередь Араи послал группу техников из электромеханической БЧ проверить, можно ли ввести снова в строй машинное отделение № 2, проработавшее в автономном режиме больше 4 часов до остановки. Но вести от них были неутешительными — из-за пожара в центральной части корабля это машинное отделение до сих было заполнено дымом, в нём было нестерпимо жарко, а трапы и люки раскалены, делая пребывание невыносимым. Более того, в нём возникли непроходимые завалы из-за обрушения верхней палубы. На борьбу с пожаром в носовой части была мобилизована большая часть экипажа, исключая расчёты зенитных орудий и автоматов, но несмотря на их усилия он последовательно достиг цистерн с авиабензином, а потом и мазутных цистерн, всё набирая интенсивность. Видя это, Араи отдал приказ затопить все три носовых погреба 203-мм установок из-за угрозы их взрыва, считая спасение корабля более приоритетной задачей и сомневаясь, что «Могами» вообще в ближайшее время потребуется его главный калибр. Однако погреб первой башни затопить не удалось — взрыв бомбы деформировал его переборки, и кингстоны не открывались. Воду в него начали закачивать ручными помпами, но их производительности совершенно для этого не хватало. Огонь в носу достиг уровня нижней палубы и рвался вверх; понимая, что крейсер в любой момент может взорваться, Араи вскоре после 10:30 отдал приказ оставить корабль. Однако с эвакуацией экипажа возникли трудности, так как единственный катер на борту «Могами» был уничтожен в ходе боя. Рискуя погубить свой корабль в случае взрыва, командир эсминца «Акэбоно» капитан 2-го ранга Араки в 11:00 подвёл его к левому борту крейсера на минимальное расстояние и тогда же отправил сообщение о случившемся адмиралу Симе на «Нати».
Поднявшиеся на борт эсминца члены экипажа «Могами» взирали на свой корабль, который горел, но не спешил тонуть. Понимая, что время уходит, с «Акэбоно» в 12:56 выпустили по крейсеру торпеду, попавшую в левый борт под носовой надстройкой. Но и после этого «Могами» стал лишь постепенно зарываться носом. Только когда уровень воды уже дошёл до носовой надстройки, корабль потряс мощный внутренний взрыв (возможно, что это был всё тот же погреб первой башни, до которого наконец добрался пожар). После этого крейсер начал быстро валиться на левый борт, опрокинулся и в 13:07 затонул. Фукуси в своём отчёте говорил, что это произошло в 20 км южнее острова Бохоль, где глубины превышают 1000 м. Отчёт же 1-й ЭЭМ приводит более точные координаты 9°30′ с. ш. 124°56′ в. д.. Таким образом, из всех кораблей Третьего отделения лишь «Сигурэ» удалось пережить бой и вернуться на базу.
«Могами», помимо добившей его торпеды с «Акэбоно», при Лейте успел получить свыше сотни снарядов различных калибров, три прямых попадания авиабомб, пострадать от взрыва собственных торпед и при столкновении с «Нати». На фоне этого потери его экипажа оказались на удивление невелики, в немалой степени за счёт мужества принявшего командование капитана 3-го ранга Араи — в ходе боя погибли 192 человека, в том числе 20 офицеров, 171 старшина и матрос, 1 гражданское лицо. Ещё 125 человек (3 офицера и 122 старшины и матросов) были ранены, из них четверо позже умерли от ран. Около 700 выживших прибыли в Манилу на борту «Акэбоно» на следующий день. Погибшим в бою командиру крейсера Томе и старшему помощнику Хасимото посмертно были присвоены контр-адмиральские звания.
15 ноября 1944 года «Могами» был формально придан Объединённому флоту, из списков его исключили 20 декабря.

## Обнаружение
9 сентября 2019 года на странице научно-исследовательского судна Petrel в Facebook было размещено сообщение об обнаружении останков затонувшего в 1944 году крейсера «Могами». Останки корабля были обнаружены в мае 2019 года экспедицией, базировавшейся на научно-исследовательском судне Petrel. Корпус крейсера лежит на дне (глубина в районе затопления около 1450 метров) на ровном киле и, кроме носовой части, очень хорошо сохранился (на фотографиях показаны стволы орудий главного калибра и зенитные установки).

## Командиры
- 14.3.1934 — 15.11.1935 капитан 1 ранга (тайса) Томосигэ Самэдзима (яп. 鮫島具重)[14];
- 15.11.1935 — 15.04.1936 капитан 1 ранга (тайса) Сэйити Ито (яп. 伊藤整一)[14];
- 15.04.1936 — 1.12.1936 капитан 1 ранга (тайса) Тэцури Кобаяси (яп. 小林徹理)[14];
- 1.12.1936 — 20.04.1938 капитан 1 ранга (тайса) Сэйго Такацука (яп. 高塚省吾)[14];
- 20.04.1938 — 20.07.1939 капитан 1 ранга (тайса) Кэйдзо Тиба (яп. 千葉慶蔵);
- 20.07.1939 — 15.11.1939 капитан 1 ранга (тайса) Кюдзи Кубо (яп. 久保九次);
- 15.11.1939 — 8.01.1941 капитан 1 ранга (тайса) Сюндзи Исаки (яп. 伊崎俊二)[14];
- 8.01.1941 — 15.09.1941 капитан 1 ранга (тайса) Такэо Аруга (яп. 有賀武夫)[14];
- 15.09.1941 — 10.11.1942 капитан 1 ранга (тайса) Акира Сонэ (яп. 曽爾　章)[14];
- 10.11.1942 — 13.04.1943 капитан 1 ранга (тайса) Сэйго Сасаки (яп. 佐々木静吾)[14];
- 13.04.1943 — 10.04.1944 капитан 1 ранга (тайса) Итиро Айтоку (яп. 相徳一郎)[14];
- 10.04.1944 — 26.10.1944 капитан 1 ранга (тайса) Рё Тома (яп. 藤間　良)[14].